# Силантьев, Михаил Николаевич
Михаил Николаевич Силантьев (26 сентября 1907 — 2 апреля 1972) — командир отделения сапёрного батальона, участник Великой Отечественной войны, Герой Советского Союза.

## Биография
Родился 26 сентября 1907 года в селе Шировка (ныне — Вольского района Саратовской области).
Участник Великой Отечественной войны с 1941 года на Северо-Западном, Воронежском и 1-м Украинском фронтах.
Указом Президиума Верховного Совета СССР от 29 октября 1943 года, «за отвагу и мужество, проявленные при форсировании Днепра» присвоено звание Героя Советского Союза с вручением ордена Ленина и медали «Золотая Звезда».
Умер 2 апреля 1972 года.